# Wereldkampioenschap voetbal 2010 (Groep F) Italië-Paraguay
In dit artikel wordt de wedstrijd tussen Italië en Paraguay in Groep F tijdens het wereldkampioenschap voetbal van 2010, die werd gespeeld op 14 juni 2010, nader uitgelicht.

## Wedstrijdgegevens
| Datum                       | 14 juni 2010                                  | 14 juni 2010                                  |
| Stadion                     | Groenpuntstadion, Kaapstad                    | Groenpuntstadion, Kaapstad                    |
| Toeschouwers                | 62.869                                        | 62.869                                        |
| Scheidsrechter              | Benito Archundia                              | Benito Archundia                              |
| Assistenten                 | Hector Vergara Marvin Torrentera              | Hector Vergara Marvin Torrentera              |
| Vierde official             | Joel Aguilar                                  | Joel Aguilar                                  |
| Man van de wedstrijd        | Antolín Alcaraz                               | Antolín Alcaraz                               |
| Looptijd                    | 1e helft: 45+1 minuten 2e helft: 45+3 minuten | 1e helft: 45+1 minuten 2e helft: 45+3 minuten |
|                             | Italië                                        | Paraguay                                      |
| Doelpunten                  | 1                                             | 1                                             |
| Gele kaarten                | 1                                             | 1                                             |
| Rode kaarten                | 0                                             | 0                                             |
| Schoten op doel             | 10                                            | 8                                             |
| Schoten naast doel          | 5                                             | 7                                             |
| Overtredingen               | 15                                            | 15                                            |
| Hoekschoppen                | 8                                             | 4                                             |
| Buitenspel                  | 3                                             | 4                                             |
| Strafschoppen               | 0                                             | 0                                             |
| Balbezit (%)                | 52                                            | 48                                            |
| Totale afstand afgelegd (m) | 107.349                                       | 108.400                                       |

| Italië | 1 – 1        | Paraguay |
| Daniele de Rossi 63' | goals        | 39' Antolín Alcaraz |
| Marcello Lippi | bondscoach   | Gerardo Martino |
| Gianluigi Buffon 45' Domenico Criscito Giorgio Chiellini Fabio Cannavaro Daniele de Rossi Simone Pepe Vincenzo Iaquinta Alberto Gilardino 72' Claudio Marchisio 59' Gianluca Zambrotta Riccardo Montolivo | opstellingen | Justo Villar Claudio Morel Carlos Bonet Enrique Vera Paulo da Siva Victor Caceres Christian Riveros 60' Aureliano Torres 68' Nelson Valdez 76' Lucas Barrios Antolín Alcaraz |
| Federico Marchetti 45' Mauro Camoranesi 59' Antonio Di Natale 72' | wissels      | 60' Jonathan Santana 68' Roque Santa Cruz 76' Óscar Cardozo |
| Mauro Camoranesi 70' | gele kaarten | 62' Victor Caceres |
| | rode kaarten | |

## Overzicht van wedstrijden
| Groepswedstrijden | | | |
| Groep A | Groep B | Groep C | Groep D |
| Zuid-Afrika - Mexico Uruguay - Frankrijk Zuid-Afrika - Uruguay Frankrijk - Mexico Mexico - Uruguay Frankrijk - Zuid-Afrika | Zuid-Korea - Griekenland Argentinië - Nigeria Argentinië - Zuid-Korea Griekenland - Nigeria Griekenland - Argentinië Nigeria - Zuid-Korea | Engeland - Verenigde Staten Algerije - Slovenië Slovenië - Verenigde Staten Engeland - Algerije Slovenië - Engeland Verenigde Staten - Algerije | Duitsland - Australië Servië - Ghana Duitsland - Servië Ghana - Australië Australië - Servië Ghana - Duitsland    |
| Groep E | Groep F | Groep G | Groep H |
| Nederland - Denemarken Japan - Kameroen Nederland - Japan Kameroen - Denemarken Kameroen - Nederland Denemarken - Japan    | Italië - Paraguay Nieuw-Zeeland - Slowakije Slowakije - Paraguay Italië - Nieuw-Zeeland Paraguay - Nieuw-Zeeland Slowakije - Italië       | Ivoorkust - Portugal Brazilië - Noord-Korea Brazilië - Ivoorkust Portugal - Noord-Korea Noord-Korea - Ivoorkust Portugal - Brazilië             | Honduras - Chili Spanje - Zwitserland Chili - Zwitserland Spanje - Honduras Chili - Spanje Zwitserland - Honduras |
| Achtste finales | | | |
| Uruguay - Zuid-Korea Verenigde Staten - Ghana                                                                              | Duitsland - Engeland Argentinië - Mexico                                                                                                  | Nederland - Slowakije Brazilië - Chili | Paraguay - Japan Spanje - Portugal                                                                                |
| Kwartfinales | | | |
| Brazilië - Nederland | Uruguay - Ghana | Argentinië - Duitsland | Paraguay - Spanje                                                                                                 |
| Halve finales | | | |
| Nederland - Uruguay | Nederland - Uruguay | Duitsland - Spanje | Duitsland - Spanje                                                                                                |
| Troostfinale | | | |
| Uruguay - Duitsland | | | |
| Finale | | | |
| Spanje - Nederland | | | |